# Magnus Troest
Magnus Troest (* 5. Juni 1987 in Kopenhagen) ist ein dänischer Fußballspieler.
2005 wurde er zum besten „U-19 Spieler Dänemarks“ gewählt. Sein älterer Bruder Jonas Troest ist ebenfalls Fußballspieler und steht derzeit in Dänemark bei Odense BK unter Vertrag.

## Vereinskarriere

### Jugendkarriere
Troest begann seine Karriere im Alter von sechs Jahren in der Jugend des kleinen Tårnby Boldklub, ehe er zu den beiden traditionellen Ausbildungsvereinen Kjøbenhavns Boldklub und B.93 aus seiner Heimatstadt Kopenhagen wechselte. Während seiner Jugendzeit bei B.93 avancierte er zum U-16 Nachwuchsnationalspieler seines Landes und galt schon bald als großes Abwehrtalent.
2003 erhielt er daraufhin im Alter von sechzehn Jahren ein Angebot des englischen Premier-League-Vereins Aston Villa, welches er annahm. In Folge spielte er knapp zwei Jahre in der Jugend der Villans, ohne jedoch für die Profimannschaft berücksichtigt zu werden.
2005 folgte daher über sein Betreiben die Rückkehr in die Heimat zum FC Midtjylland in die SAS-Liga.

### FC Midtjylland
Mit dem klaren Ziel im Profifußball Fuß zu fassen, ging er daraufhin in seine erste Spielzeit bei Midtjylland, verbrachte jedoch das erste Saisondrittel auf der Bank oder in der Jugendabteilung des Vereins. Erst am 26. Oktober 2005 feierte er im Heimspiel gegen den FC Nordsjælland für die letzten zehn Spielminuten sein Debüt in der A-Mannschaft. Erst zur Rückrunde der Spielzeit konnte er sich gegen Marc Møller und Winston Reid, die seine direkten Konkurrenten um einen Stammplatz waren, durchsetzen und bildete in Folge gemeinsam mit Jesper Mikkelsen die Innenverteidigung des Vereins.
In der Spielzeit 2006/07 sorgte er mit der Mannschaft für eine kleine Sensation, als man lange Zeit um den Titel in der SAS-Liga mitspielte und am Ende Vizemeister wurde. Der Mannschaft, die fast ohne Routiniers auskam, wurde im Vorfeld der Saison zwar Talent bescheinigt, man hatte sie jedoch eher im Mittelfeld der Liga eingestuft. Neben Troest avancierten im Verlauf der Saison Spieler wie Dennis Sørensen, Mikkel Thygesen, Leon Jessen oder Simon Poulsen von Talenten zu Spitzenspielern der Liga und zogen das Interesse verschiedener größerer Vereine auf sich.
Zur Spielzeit 2007/08 verlor der Verein daraufhin einen Großteil seiner Leistungsträger an Vereine in stärkeren europäischen Ligen, wodurch man abermals eher als Außenseiter um den Titelkampf eingestuft wurde. Wider Erwarten spielte die Mannschaft jedoch erneut um den Titel mit und prolongierte die Leistung des Vorjahres mit dem abermaligen Vizemeistertitel. Das Prunkstück der Mannschaft bildete die neuformierte Abwehr, die angeführt von einem formidablen Troest die wenigsten Gegentore der Liga zuließ. Den Abgang von Mikkelsen kompensierte man mit Simon Kjær, einem Talent aus der eigenen Jugend, der gemeinsam mit Troest hervorragend harmonierte. Mit Jessen und Kolja Afriyie auf der Außenbahn bildete man dazu noch die jüngste Abwehrreihe der Liga.
Nach der überragenden Saison konnte Troest aus Angeboten verschiedener internationaler Vereine wählen und war für Midtjylland nicht mehr zu halten. Aufgrund der besten Einsatzchancen entschied er sich in Folge für einen Wechsel in die Serie B zum FC Parma.

### FC Parma
Bei dem nach achtzehn Jahren Erstklassigkeit gerade abgestiegenen Parma kam er bis zur siebzehnten Runde nicht über die Rolle des Jokers hinaus, ehe ihm bei seinem Debüt in der Starformation per Kopfball das entscheidende Tor zum 1:0-Sieg gegen US Avellino gelang. In Folge bildete er mit Alessandro Lucarelli eines der stärksten Innenverteidiger-Duos der Liga, welches großen Anteil am sofortigen Wiederaufstieg des Vereins hatte. Mit der Defensive als Prunkstück belegte Parma am Saisonende mit den wenigstens Gegentoren Platz 2 hinter Meister AS Bari.
Nach der hervorragenden Debütsaison in Italien war Troest in Folge für das finanzschwache Parma nicht zu halten und wechselte zum CFC Genua. Genua besaß bereits seit seinem Wechsel zu Parma die Hälfte der Transferrechte des Spielers und erwarb ihn nachdem er überzeugt hatte komplett.

### Recreativo Huelva
Aufgrund der großen Kaderdichte an Abwehrspielern und den damit verbundenen geringen Chancen auf Einsatzzeit, versuchte der Verein ihn in Folge gewinnbringend zu verkaufen. Nachdem ein angestrebter Wechsel zum FC Fulham jedoch scheiterte, verlieh man ihn daraufhin mit Kaufoption an das ähnlich wie Parma gerade frisch aus der Erstklassigkeit abgestiegene Recreativo Huelva. In Huelva, dass ebenfalls mit dem klaren Ziel sofortiger Wiederaufstieg in die Saison ging, folgte daraufhin eine Leistungsstagnation. Troest, mit großen Vorschusslorbeeren als Ersatz für den in die Heimat zurückgekehrten Abwehrstar Beto geholt, hatte zwar über die gesamte Spielzeit einen Stammplatz, erfüllte jedoch nicht die hohen Erwartungen. Nachdem Recreativo als Tabellenneunter im Niemandsland deutlich am Wiederaufstieg gescheitert war, fehlte das Geld für eine feste Verpflichtung des Spielers, woraufhin er wieder nach Genua zurückkehrte.

### Atalanta Bergamo
In Genua hatte Trainer Gian Piero Gasperini nach der Verpflichtung von insgesamt vier neuen Abwehrspielern weiterhin keinen Platz im Profikader der Mannschaft, woraufhin Troest abermals auf Leihbasis zum Serie-A-Absteiger Atalanta Bergamo abgegeben wurde. Damit steht er zum dritten Mal in Folge im Kader eines Erstligaabsteigers.

## Nationalmannschaft
Von 2002 bis 2008 durchlief Troest alle Juniorenauswahlmannschaften Dänemarks, konnte sich jedoch mit keiner Mannschaft für ein großes Turnier qualifizieren.
Am 10. Oktober 2006 debütierte er beim 2:1-Sieg im Freundschaftsspiel gegen die Niederlande an der Seite seines Bruders Jonas in der dänischen U-21 Nationalmannschaft. Sein Debüt war zugleich das letzte Spiel seines älteren Bruders für die U-21 Auswahl. In der U-21 war er zweiter Kapitän hinter Michael Jakobsen, führte die Mannschaft jedoch aufgrund dessen Abwesenheit lediglich einmal aufs Feld.
Insgesamt absolvierte er 41 Jugendländerspiele für Dänemark, in denen er fünf Tore erzielen konnte.

## Erfolge

### Als Spieler
- 1× Talenteprisen (Dänischer U-19 Spieler des Jahres): 2005

### Im Verein
- 2× Dänischer Vizemeister: 2007, 2008